# Hedvig Hricak
Hedvig Hricak, hrvaški zdravnik, pedagog in akademik, * 23. september 1946, Zagreb.
Hricak je predavateljica na Medicinski fakulteti na Univerzi Cornell; je članica Hrvaške akademije znanosti in umetnosti, bivše Jugoslovanske akademije znanosti in umetnosti in Akademije za medicinske znanosti Hrvaške.